# Suzume
Suzume (jap. すずめの戸締まり Suzume no tojimari) – japoński animowany film fantasy z roku 2022 wyprodukowany przez CoMix Wave Films i dystrybuowany przez Toho, wyreżyserowany przez Makoto Shinkaia. Opowiada on o licealistce i tajemniczym młodym mężczyźnie, którzy próbują zapobiec serii katastrof w Japonii.
Suzume został kinowo wydany w Japonii w listopadzie 2022 roku, a jego międzynarodowa premiera zaplanowana jest na początek 2023 roku.
Polska premiera filmu miała miejsce 21 kwietnia 2023 roku.

## Fabuła
Film opowiada o 17-letniej Suzume, mieszkającej w spokojnym miasteczku w regionie Kiusiu w południowo-zachodniej Japonii. Suzume spotyka młodego mężczyznę szukającego „drzwi”. Następnie razem podróżują i znajdują stare drzwi w opuszczonym domu w górach. Jakby ciągnięta przez coś, Suzume wyciąga rękę w kierunku drzwi i zostaje przez nie wciągnięta. Na terenie całej Japonii zaczynają pojawiać się „Drzwi Katastrofy”, co rozpoczyna serię niefortunnych katastrof.
Film jest podróżą przez Japonię, podczas gdy Suzume musi zamykać i zamykać „Drzwi Katastrofy” jedne po drugich, aby powstrzymać katastrofy, a także przygodą i walką we współczesnym świecie w poszukiwaniu dojrzałości i wolności dziewczyny.

## Obsada
- Suzume Iwato (jap. 岩戸 鈴芽 Iwato Suzume)

Seiyū: Nanoka Hara 
- Sōta Munakata (jap. 宗像 草太 Munakata Sōta)

Seiyū: Hokuto Matsumura 
- Tamaki Iwato (jap. 岩戸 環 Iwato Tamaki)

Seiyū: Eri Fukatsu 
- Minoru Okabe (jap. 岡部 稔 Okabe Minoru)

Seiyū: Shōta Sometani 
- Rumi Ninomiya (jap. 二ノ宮 ルミ Ninomiya Rumi)

Seiyū: Sairi Itō 
- Chika Amabe (jap. 海部 千果 Amabe Chika)

Seiyū: Kotone Hanase 
- Tsubame Iwato (jap. 岩戸 椿芽 Iwato Tsubame)

Seiyū: Kana Hanazawa 
- Hitsujirō Munakata (jap. 宗像 羊朗 Munakata Hitsujirō)

Seiyū: Matsumoto Hakuō II 
- Tomoya Serizawa (jap. 芹澤 朋也 Serizawa Tomoya)

Seiyū: Ryūnosuke Kamiki 

## Wyróżnienia
Produkcja była nominowana do szeregu nagród, m.in. do Złotego Niedźwiedzia na 73. MFF w Berlinie w 2023, do nagrody Japońskiej Akademii Filmowej w kategorii Animacja Roku w 2023, do nagrody filmowej Mainichi w kategorii Film Animowany Roku w 2023 oraz do nagrody filmowej Hochi w kategorii Najlepszy Film Animowany w 2022.

## Adaptacje
Na podstawie filmu powstała light novel autorstwa reżysera, Makoto Shinkaia, wydana nakładem wydawnictwa Kadokawa Shoten.
Film doczekał się również adaptacji mangowej, pierwotnie publikowanej odcinkami w magazynie Afternoon, a następnie wydanej w formie tankōbon.